# Robegano
Robegano is een plaats (frazione) in de Italiaanse gemeente Salzano.